# Sarah-Jane Dias
Sarah-Jane Dias (सेरा जेन डियस) (Mumbai, 3 dicembre 1982) è una modella e attrice indiana,incoronata Femina Miss India World 2007 e rappresentante ufficiale dell'India a Miss Mondo 2007.
Scoperta per caso a Mumbai, viene immediatamente selezionata come modella per una campagna promozionale, a cui segue già all'età di ventuno anni la vittoria di un concorso per giovani talenti, che le permette di lavorare come veejay per Channel V. Compare anche in alcuni film come Brides Wanted del 2006.
Dopo l'esperienza ai concorsi di bellezza, la Dias ha debuttato come attrice nella commedia romantica in lingua tamil Theeradha Vilaiyattu Pillai al fianco di Vishal Krishna, a cui è seguito Game del 2010, un film in Lingua hindi in cui recita al fianco di Abhishek Bachchan, nel ruolo della protagonista.